# Jason Pendant
Jason Pendant (Sarcelles, 9 febbraio 1997) è un calciatore francese, difensore del CAHN.

## Caratteristiche tecniche
È un terzino sinistro.

## Carriera
Cresciuto nel settore giovanile del Sochaux, ha esordito in prima squadra il 5 maggio 2017 disputando l'incontro di Ligue 2 perso 2-1 contro l'Amiens. Il 10 marzo 2020 è passato ai N.Y. Red Bulls.

## Statistiche
Statistiche aggiornate al 12 marzo 2020.

### Presenze e reti nei club
| Stagione         | Squadra          | Campionato       | Campionato | Campionato | Coppe nazionali | Coppe nazionali | Coppe nazionali | Coppe continentali | Coppe continentali | Coppe continentali | Altre coppe | Altre coppe | Altre coppe | Totale | Totale | Totale |
| Stagione         | Squadra          | Comp             | Pres       | Reti       | Comp            | Pres            | Reti            | Comp               | Pres               | Reti               | Comp        | Pres        | Reti        | Pres   | Reti   |        |
| ---------------- | ---------------- | ---------------- | ---------- | ---------- | --------------- | --------------- | --------------- | ------------------ | ------------------ | ------------------ | ----------- | ----------- | ----------- | ------ | ------ | ------ |
| 2014-2015        | Sochaux 2        | CFA              | 17         | 0          |                 | -               | -               |                    | -                  | -                  |             | -           | -           | 17     | 0      |        |
| 2015-2016        | Sochaux 2        | CFA              | 16         | 0          |                 | -               | -               |                    | -                  | -                  |             | -           | -           | 16     | 0      |        |
| 2016-2017        | Sochaux 2        | CFA2             | 19         | 0          |                 | -               | -               |                    | -                  | -                  |             | -           | -           | 19     | 0      |        |
| 2017-2018        | Sochaux 2        | N3               | 8          | 1          |                 | -               | -               |                    | -                  | -                  |             | -           | -           | 8      | 1      |        |
| 2018-2019        | Sochaux 2        | N3               | 1          | 0          |                 | -               | -               |                    | -                  | -                  |             | -           | -           | 1      | 0      |        |
| Totale Sochaux 2 | Totale Sochaux 2 | Totale Sochaux 2 | 61         | 1          |                 | -               | -               |                    | -                  | -                  |             | -           | -           | 61     | 1      |        |
| 2016-2017        | Sochaux          | L2               | 7          | 0          | CF+CdL          | 0               | 0               |                    | -                  | -                  |             | -           | -           | 7      | 0      |        |
| 2017-2018        | Sochaux          | L2               | 14         | 0          | CF+CdL          | 4+0             | 1               |                    | -                  | -                  |             | -           | -           | 18     | 1      |        |
| 2018-2019        | Sochaux          | L2               | 31         | 0          | CF+CdL          | 0+1             | 0               |                    | -                  | -                  |             | -           | -           | 32     | 0      |        |
| 2019-2020        | Sochaux          | L2               | 17         | 0          | CF+CdL          | 1+0             | 0               |                    | -                  | -                  |             | -           | -           | 18     | 0      |        |
| Totale Sochaux   | Totale Sochaux   | Totale Sochaux   | 69         | 0          |                 | 6               | 1               |                    | -                  | -                  |             | -           | -           | 75     | 1      |        |
| Totale carriera  | Totale carriera  | Totale carriera  | 130        | 1          |                 | 6               | 1               |                    | -                  | -                  |             | -           | -           | 136    | 2      |        |